# Championnats de Bahreïn de cyclisme sur route
Les championnats de Bahreïn de cyclisme sur route sont les championnats nationaux de cyclisme sur route organisés par la Fédération de Bahreïn de cyclisme.

## Podiums des championnats masculins

### Course en ligne
| Année | Vainqueur      | Deuxième         | Troisième       |
| ----- | -------------- | ---------------- | --------------- |
| 2006  | Mohamed Husain | -                | -               |
| 2015  | Mansoor Jawad  | Taha Sayed Alawi | Husain Al Basri |
| 2022  | Ahmed Madan    | Ahmed Naser      | Mansoor Jawad   |
| 2024  | Ahmed Naser    | Ahmed Madan      | Jasim Husain    |

### Contre-la-montre
| Année | Vainqueur              | Deuxième      | Troisième             |
| ----- | ---------------------- | ------------- | --------------------- |
| 2006  | Taha Sayed Adnan Alawi | -             | -                     |
| 2015  | Sayed Ahmed Alawi      | Mansoor Jawad | Mohamed Ahmed Sherida |
| 2022  | Ahmed Madan            | Ahmed Naser   | Mansoor Jawad         |
| 2024  | Ahmed Naser            | Ahmed Madan   | Husain Mohamed        |